# Division d'Honneur 1933-1934
La Division d'Honneur 1933-1934 è stata la 34ª edizione della massima serie del campionato belga di calcio disputata tra il 3 settembre 1933 e il 6 maggio 1934 e conclusa con la vittoria dell'Union Royale Saint-Gilloise, al suo decimo titolo.
Capocannoniere del torneo fu Vital Van Landeghem (Union Royale Saint-Gilloise), con 29 reti.

## Formula
Come nella stagione precedente le squadre partecipanti furono 14 e disputarono un turno di andata e ritorno per un totale di 26 partite.
Le ultime due classificate retrocedettero in Division 1.

## Squadre
| Squadra                  | Città         | Stadio | Stagione 1932-1933  |
| ------------------------ | ------------- | ------ | ------------------- |
| Standard Liegi           | Liegi         |        | 4°                  |
| R. Tilleur FC            | Saint-Nicolas |        | Division I          |
| Racing Club de Bruxelles | Uccle         |        | 10°                 |
| RC Malines SR            | Malines       |        | 11°                 |
| RRC de Gand              | Gand          |        | 12°                 |
| Beerschot AC             | Anversa       |        | 7°                  |
| RCS Brugeois             | Bruges        |        | 3°                  |
| Anversa                  | Anversa       |        | 2°                  |
| Union Saint-Gilloise     | Saint-Gilles  |        | Campione del Belgio |
| Daring Club de Bruxelles | Bruxelles     |        | 8°                  |
| Belgica FC Edegem        | Edegem        |        | Division I          |
| RFC Malinois             | Malines       |        | 9°                  |
| TSV Lyra                 | Lier          |        | 6°                  |
| Liersche SK              | Lier          |        | 5°                  |

## Classifica finale
|                   | Pos. | Squadra                     | Pt | G  | V  | N | P  | GF | GS | DR  |
| ----------------- | ---- | --------------------------- | -- | -- | -- | - | -- | -- | -- | --- |
| Belgio (bandiera) | 1.   | Union Royale Saint-Gilloise | 43 | 26 | 17 | 9 | 0  | 88 | 35 | 53  |
|                   | 2.   | Daring Club de Bruxelles SR | 35 | 26 | 16 | 3 | 7  | 67 | 42 | 25  |
|                   | 3.   | Standard Liegi              | 35 | 26 | 17 | 1 | 8  | 92 | 65 | 27  |
|                   | 4.   | K. Liersche SK              | 29 | 26 | 14 | 1 | 11 | 56 | 57 | -1  |
|                   | 5.   | Anversa                     | 27 | 26 | 9  | 9 | 8  | 71 | 54 | 17  |
|                   | 6.   | R. Beerschot AC             | 27 | 26 | 11 | 5 | 10 | 60 | 53 | 7   |
|                   | 7.   | TSV Lyra                    | 26 | 26 | 10 | 6 | 10 | 49 | 52 | -3  |
|                   | 8.   | RCS Brugeois                | 25 | 26 | 9  | 7 | 10 | 53 | 50 | 3   |
|                   | 9.   | RFC Malinois                | 25 | 26 | 10 | 5 | 11 | 71 | 56 | 15  |
|                   | 10.  | RRC de Gand                 | 22 | 26 | 7  | 8 | 11 | 53 | 69 | -16 |
|                   | 11.  | RC Malines SR               | 20 | 26 | 6  | 8 | 12 | 40 | 58 | -18 |
|                   | 12.  | Belgica FC Edegem           | 20 | 26 | 8  | 4 | 14 | 66 | 76 | -10 |
|                   | 13.  | Racing Club de Bruxelles    | 17 | 26 | 7  | 3 | 16 | 47 | 97 | -50 |
|                   | 14.  | R. Tilleur FC               | 13 | 26 | 6  | 1 | 19 | 43 | 92 | -49 |

Legenda:

      Campione del Belgio
      Retrocesso in Division 1
Note:

Due punti a vittoria, uno a pareggio, zero a sconfitta.

### Verdetti
- Union Royale Saint-Gilloise campione del Belgio 1933-34.
- Racing Club de Bruxelles e R. Tilleur FC retrocesse in Division I.